# Hohe Pforte

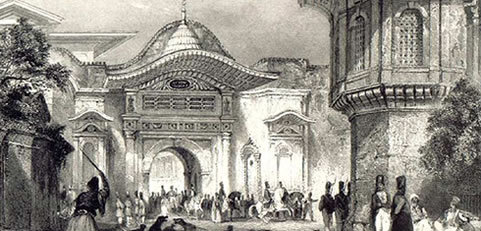
Bâbıâli zu Osmanischen Zeiten

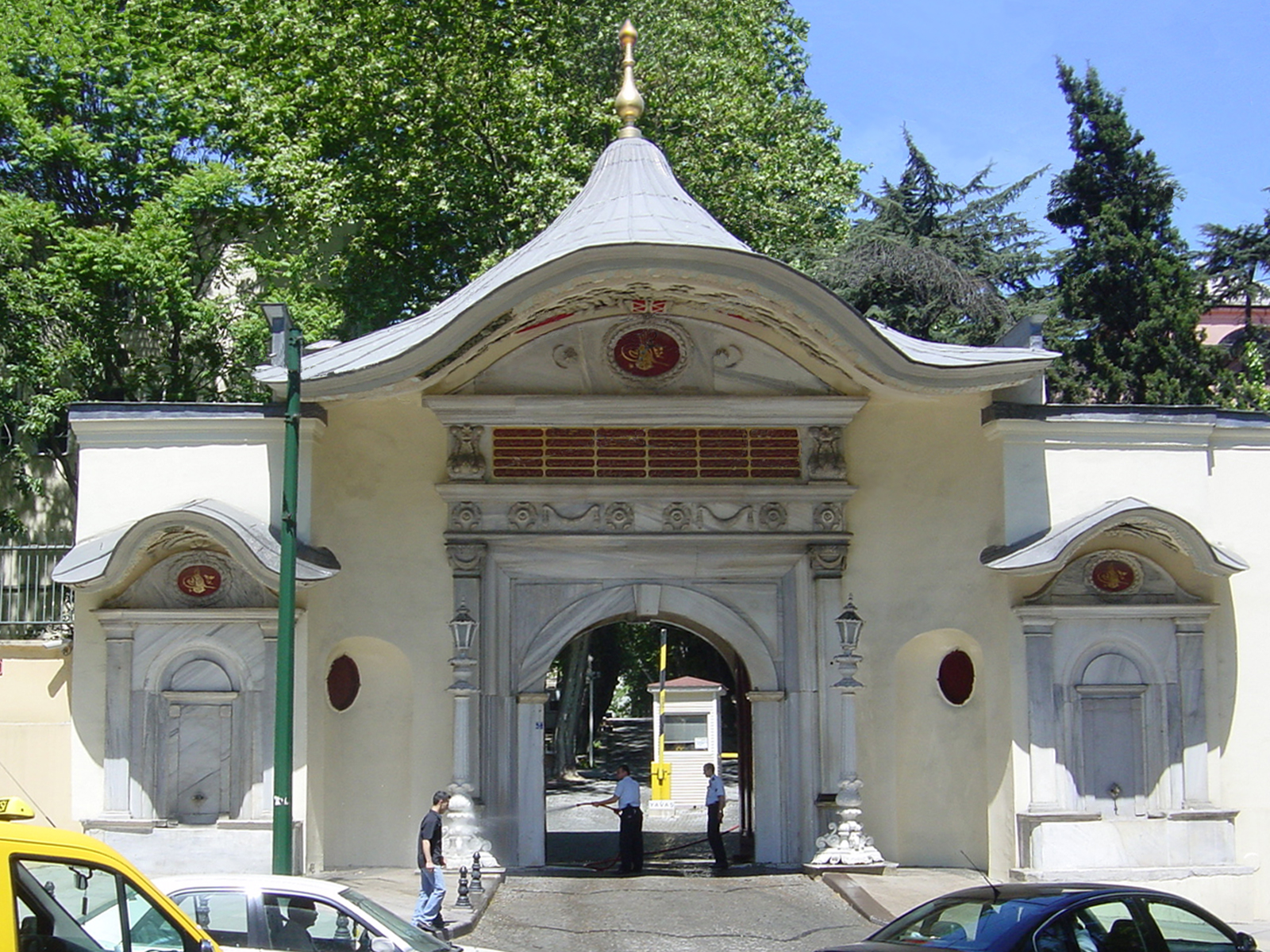
Bâbıâli im Jahr 2006

Hohe Pforte (ursprünglich osmanisch پاشا قاپوسى İA Paşa ḳapusı, später osmanisch باب عالی İA Bâb-ı Âli, Bâbıâli, selten auch باب اصفی / Bāb-ı Āṣefī) war im Osmanischen Reich der Name des Tors des Topkapı-Palasts in Istanbul und wurde schließlich zum Metonym für den Sitz der Regierung des osmanischen Reiches und für die Regierung als solche.
Die Bezeichnung rührt daher, dass an den Toren von Städten oder Herrscherpalästen nach alter orientalischer Sitte die Empfangszeremonien für ausländische Botschafter und Gesandte abgehalten wurden. Die Wache an der Hohen Pforte wurde im Osmanischen Reich durch die Kapıkulu gestellt, eine spezielle Infanterieeinheit der osmanischen Armee.
Von 1718 bis 1922 wurde der Begriff zur Bezeichnung des Sitzes des osmanischen Großwesirs beziehungsweise der osmanischen Regierung (Dīwān) verwendet. Während langer Perioden des Reiches ging die eigentliche politische Macht von hier aus, und nicht vom Hof des Sultans (Yıldız Köşkü). So sagte man von ausländischen Botschaftern in Istanbul (in älteren Quellen weiterhin auch Konstantinopel), sie seien „an der Hohen Pforte“ akkreditiert.